# Trytony (zespół muzyczny)
Trytony – grupa muzyczna, powstała z inicjatywy Tomasza Gwincińskiego w 1990 roku w Bydgoszczy. Nazwę grupa wzięła od bydgoskiego, nieistniejącego już klubu Trytony, z którym muzycy byli związani. W późniejszych latach zespół kojarzony był z klubem Mózg i tworzącą się sceną yassową.

## Skład
- Tomasz Gwinciński – gitara
- Sławomir Janicki – kontrabas
- Jacek Buhl – perkusja

## Dyskografia
- Tańce bydgoskie (1992)
- Zarys matematyki niewinnej (1995)